# Welcome to Secret Time
Welcome to Secret Time – pierwszy japoński album studyjny południowokoreańskiej grupy Secret, wydany 22 sierpnia 2012 roku w Japonii. Osiągnął 11 pozycję na liście Oricon i pozostał na niej przez 4 tygodnie, sprzedał się w nakładzie 10 992 egzemplarzy.

## Lista utworów
| Nr  | Tytuł                                                             | Słowa                                                       | Kompozycja                 | Aranżacja                | Czas |
| --- | ----------------------------------------------------------------- | ----------------------------------------------------------- | -------------------------- | ------------------------ | ---- |
| 1.  | "Intro ~WELCOME to SECRET TIME~"                                  | Zinger                                                      |                            |                          | 1:21 |
| 2.  | "Ai wa Move" (jap. 愛はムーブ ang. Love is Move) (Japanese ver.)  | Kang Ji-won, Kim Ki-bum, Junji Ishiwatari (japońskie słowa) | Kang Ji-won, Kim Ki-bum    | Kang Ji-won              | 3:19 |
| 3.  | "Madonna" (Album ver.)                                            | Kang Jiwon                                                  | Kang Ji-won, Kim Ki-bum    | Kang Ji-won, Kim Ki-bum  | 3:41 |
| 4.  | "Shy Boy" (Japanese ver.)                                         | Kang Ji-won, Kim Ki-bum, Junji Ishiwatari (japońskie słowa) | Kang Ji-won, Kim Ki-bum    | Kang Ji-won              | 3:39 |
| 5.  | "Starlight Moonlight" (Japanese ver.)                             | Kang Ji-won, Kim Ki-bum, Junji Ishiwatari (japońskie słowa) | Kang Ji-won, Kim Ki-bum    | Kang Ji-won, Kim Ki-bum  | 3:53 |
| 6.  | "Manatsu no Mermaid" (jap. 真夏のマーメイド)                      | Junju Ishiwatari                                            | Shinji Moroi, Mary, JUNKOO |                          | 3:50 |
| 7.  | "I Miss You"                                                      | Park Soo Suk, INOO, Junji Ishiwatari                        | Park Soo Suk               |                          | 3:56 |
| 8.  | "Kore kurai no sayonara" (jap. これくらいのサヨナラ)              | Junji Ishiwatari                                            | Im Sang-hyuk, Jeon Da-un   | Im Sang-hyuk, Jeon Da-un | 3:43 |
| 9.  | "Warawanaide" (jap. 笑わないで ang. Don't Laugh) (Nu Groove ver.) | Im Sang-hyuk, Jeon Da-un, Zinger                            | Im Sang-hyuk, Jeon Da-un   | Im Sang-hyuk, Jeon Da-un | 3:43 |
| 10. | "TWINKLE TWINKLE"                                                 | Junji Ishiwatari                                            | Hans.W                     |                          | 3:20 |
| 11. | "DRIVE TO YOU"                                                    | INOO, Junji Ishiwatari (japońskie słowa)                    | Park Soo Suk               |                          | 3:32 |
| 12. | "Walking"                                                         | Junji Ishiwatari, Ricky                                     | Ricky                      |                          | 4:07 |
| 13. | "SECRET DREAM"                                                    | Junji Ishiwatari                                            | Okoon                      |                          | 4:01 |

## Notowania
| Lista                       | Pozycja |
| --------------------------- | ------- |
| Oricon Daily Albums Chart   | 6       |
| Oricon Weekly Albums Char   | 11      |
| Oricon Monthly Albums Chart | 36      |
| Billboard Japan Top Albums  | 11      |